# Curt Borgenstam
Curt Erik Reinhold Borgenstam, även pseudonymen Curre, född 2 april 1919 i Falun, död 11 april 1999 i Lidingö, var en svensk mariningenjör, båtkonstruktör, fackboksförfattare och samlare av veteranfordon. 

## Biografi
Curt Borgenstam avlade studentexamen i Saltsjöbaden 1937. Han avlade civilingenjörsexamen i skeppsbyggnad 1942 och anställdes som ubåtsingenjör vid Marinförvaltningen 1942. Som mariningenjör tjänstgjorde han på minsvepare, hjälpkryssare, torpedbåtar och kryssare, samt vid Stockholms örlogsvarv. Han kom att leda den svenska utvecklingen av motortorpedbåtar. Under perioden 1958–1961 var han tjänstledig från marinen och arbetade då för motorfirmorna Daimler-Benz AG och MWM i Tyskland samt CRM (Construzione Revisione Milano) i Italien.
Han konstruerade även flera civila fritidsbåter, bland andra "Waterbug" som gjorde 62 knop[källa behövs] och M/Y Triton, som byggdes på Neglingevarvet.
Borgenstam ingick i styrelsen för Automobilhistoriska Klubben som han var med och grundade, och ordförande i dess Bugattisektion. Han var även styrelsemedlem i Wasamuseet, Tekniska museet och Sjöhistoriska museet. Han var ledamot av Örlogsmannasällskapet och Krigsvetenskapsakademien. Borgenstam är gravsatt i minneslunden på Skogsö kyrkogård.